# Crossandra
Crossandra es un género de plantas con flores perteneciente a la familia Acanthaceae. El género tiene 86 especies de hierbas descritas y de estas, solo 54 aceptadas, distribuidos por Asia y África, Madagascar y Arabia.

## Descripción
Son arbustos o hierbas desarmadas, glabras o peludas con hojas opuestas o verticiladas crenadas, enteras con flores vistosas, de color amarillo o rojo, sobre todo largo pedunculadas, en espigas subterminales. Corola en tubo estrecho, curvada. Cápsula oblonga, aplanada, ± cuadrangular, con semillas elipsoide-ovadas plagadas de flecos o pelos.

## Taxonomía
El género fue descrito por Richard Anthony Salisbury y publicado en The Paradisus Londinensis sub t. 12. 1805. La especie tipo es: Crossandra undulaefolia Salisb. 
Etimología
Crossandra: nombre genérico que deriva de las  palabras griegas krossoi = "flecos" y andros = "hombres" y se refiere a la bolsa de semillas con flecos.

## Especies
- Crossandra acutiloba   Vollesen
- Crossandra albolineata Benoist
- Crossandra armandii Benoist
- Crossandra benoistii Vollesen
- Crossandra cinnabarina Vollesen
- Crossandra cloiselii S.Moore
- Crossandra douillotii Benoist
- Crossandra flava Hook.
- Crossandra flavicaulis Vollesen
- Crossandra fruticulosa Lindau
- Crossandra grandidieri (Baill.) Benoist
- Crossandra greenstockii  S.Moore
- Crossandra horrida Vollesen
- Crossandra humbertii Benoist
- Crossandra infundibuliformis (L.) Nees
- Crossandra isaloensis Vollesen
- Crossandra longehirsuta Vollesen
- Crossandra longipes S.Moore
- Crossandra longispica Benoist
- Crossandra multidentata Vollesen
- Crossandra nilotica Oliv.
- Crossandra nobilis Benoist
- Crossandra pilosa (Benoist) Vollesen
- Crossandra poissonii Benoist
- Crossandra puberula Klotzsch
- Crossandra pungens Lindau
- Crossandra quadridentata Benoist
- Crossandra raripila Benoist
- Crossandra rupestris Benoist
- Crossandra spinescens Dunkley
- Crossandra stenandrium (Nees) Lindau
- Crossandra strobilifera (Lam.) Benoist
- Crossandra tsingyensis Vollesen
- Crossandra vestita Benoist
- Crossandra zuluensis W.T.Vos & T.J.Edwards